# Charles Dana Gibson

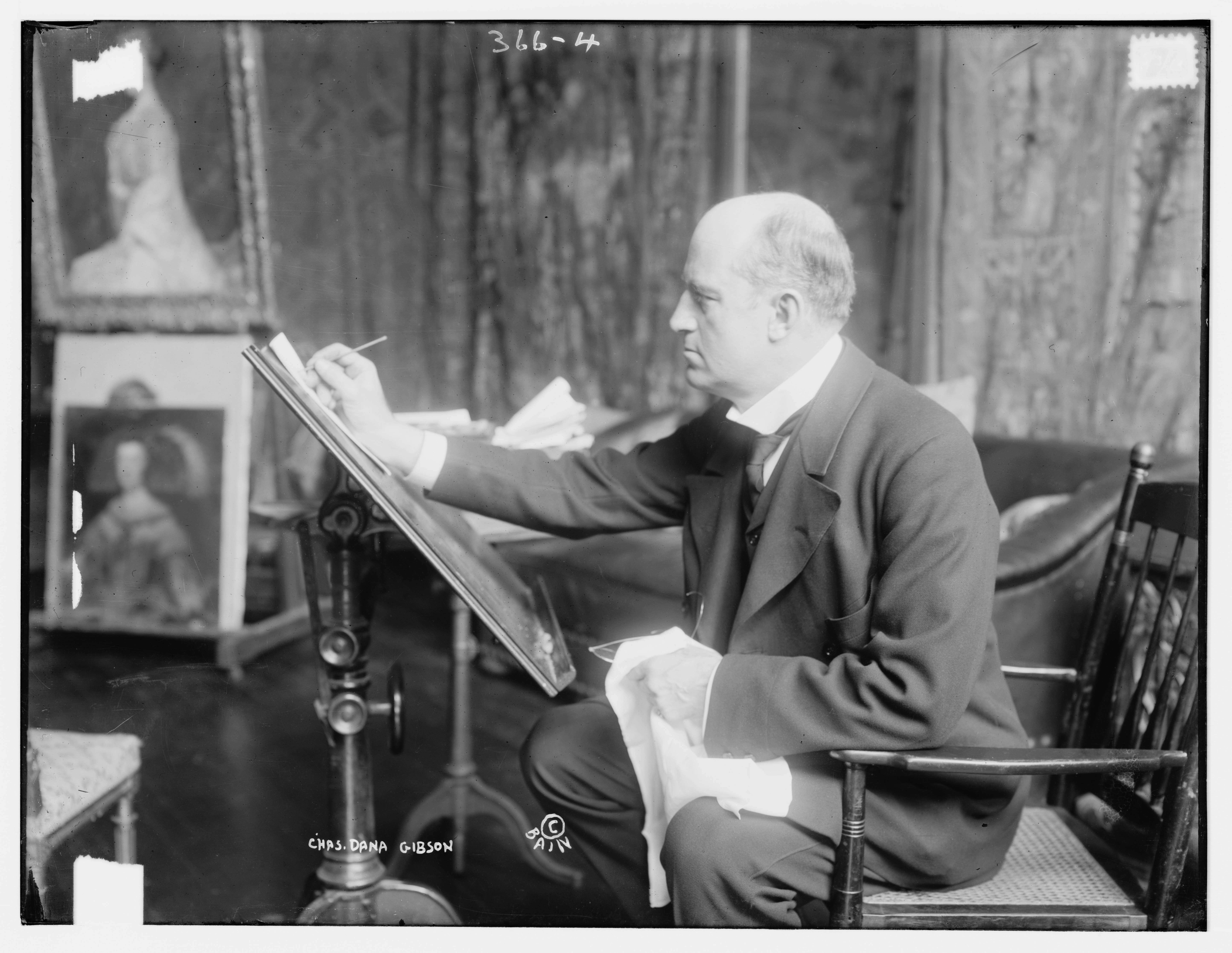

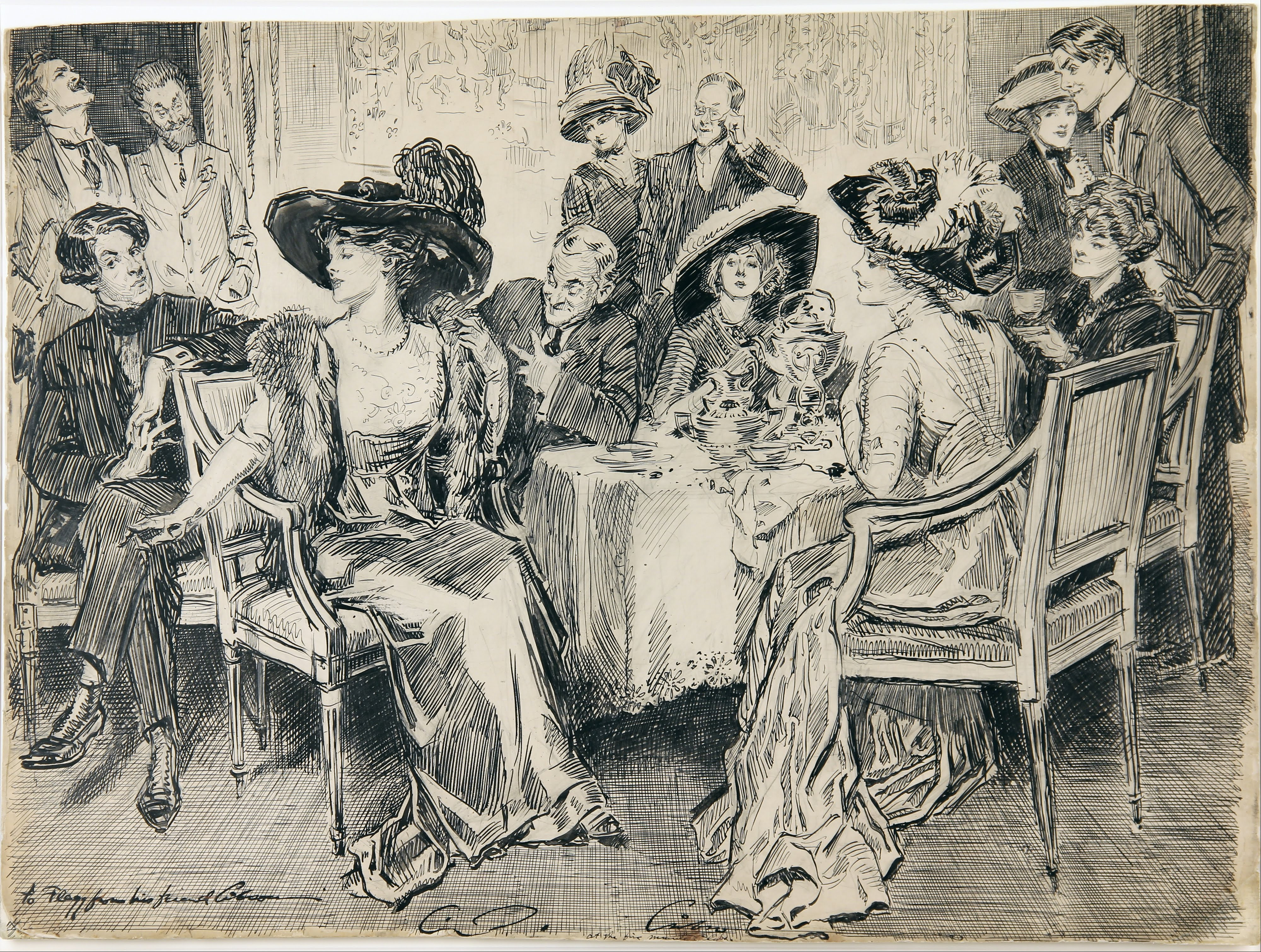
Tekening 1910

Charles Dana Gibson (14 september 1867 – 23 december 1944) was een Amerikaans illustrator voornamelijk gekend voor zijn Gibson Girls. In 1918 werd hij eigenaar van LIFE Magazine.

## Levensloop
Charles Dana Gibson werd geboren in Roxbury, Boston. Hij liep school aan de Art Students League of New York. Zijn eerste werk werd in 1886 verkocht aan de stichters van LIFE Magazine, John Ames Mitchell en Andrew Miller. Ruim dertig jaar lang verschenen zijn werken wekelijks in het populaire nationale tijdschrift. Hij bouwde al snel een bredere reputatie op, waarbij zijn tekeningen te zien waren in alle grote New Yorkse publicaties, waaronder Harper's Weekly, Scribners en Collier's. Gibson tekende ook boekillustraties, zoals de editie van 1898 van De gevangene van Zenda. Zijn tekeningen hadden een grote invloed op de damesmode.
Na de dood van de stichter John Ames Mitchell, nam hij LIFE Magazine over. In 1934 ging hij op rust en maakte schilderijen als tijdverdrijf. In 1918 werd hij lid van de National Academy of Design.